# 2019년 토론토 국제 영화제
제44회 토론토 국제 영화제는 2019년 9월 5일에 열린 시상식이다.

## 수상 및 후보

### 관객상
- 조조 래빗 - 타이카 와이티티 수상

### 관객상-퍼스트
- 결혼 이야기 - 노아 바움백 수상

### 관객상-세컨드
- 기생충 - 봉준호 수상

### 다큐멘터리 관객상
- 더 케이브 - 페라스 파이야드 수상

### 다큐멘터리 관객상-퍼스트
- 아이 엠 낫 얼론 - 가린 호반니시안 수상

### 다큐멘터리 관객상-세컨드
- 대드 - 브라이스 달라스 하워드 수상

### 미드나잇 매드니스 관객상
- 더 플랫폼 - 가더 가츠테루-우루샤 수상

### 미드나잇 매드니스 관객상-퍼스트
- 더 배스트 오브 나이트 - 앤드류 패터슨 수상

### 미드나잇 매드니스 관객상-세컨드
- 블러드 퀀텀 - 제프 바너비 수상

### 캐나다 장편영화상
- 안티고네 - 소피 데라스페 수상

### 캐나다 장편영화상 특별언급
- 세계가 깨어져 열릴 때 - 엘레 마이아 테일페데스

### 캐나다 단편영화상
- 델핀 - 클로에 로비샤드 수상

### 캐나다 단편영화상 특별언급
- 더 피직스 오브 소로우 - 테오도르 위셰브 수상

### 캐나다 데뷔 장편영화상
- 더 트웬티 센츄리 - 매튜 랜킨 수상

### 단편영화상
- 올 캣츠 아 그레이 인 더 다크 - 라세 린더 수상

### 단편영화상 특별언급
- 더 냅 - 페데리코 루이스 타첼라 수상

### FIPRESCI-디스커버리 상
- 속삭임 - 헤더 영 수상

### FIPRESCI-특별한 발표
- 하우 투 빌드 어 걸 - 코키 지드로익 수상

### 넷팩상
- 1982 - 오우리드 모우아네스 수상

### 토론토 플랫폼상
- 마틴 에덴 - 피에트로 마르첼로 수상

### 토론토 플랫폼상 특별언급
- 앤 앳 13,000 피트 - 카직 라드완스키 수상
- 프록시마 - 앨리스 위노코 수상

### 배우공로상
메릴 스트립 수상
호아킨 피닉스 수상

### 현대 세계 영화 부문
- 앤드 더 버즈 레인드 다운 - 루이즈 아샹보
- 안티고네 - 소피 데라스페
- 캐슬 인 더 그라운드 - 조이 클라인
- 타미스 올웨이즈 다잉 - 에이미 조 존슨
- 세계가 깨어져 열릴 때 - 엘레 마이아 테일페데스
- 더 라스트 포르노 쇼 - 키레 파푸츠
- 화이트 라이 - 캘빈 토머스 외 1명
- 37세컨즈 - 미야자키 미쓰요
- 어 걸 미씽 - 후카다 코지
- 어 선 - 청몽홍
- 어 화이트, 화이트 데이 - 흘리뉘르 팔메이슨
- 아담 - 마리암 투자니
- 아랍 블루스 - 마넬레 라비디
- 애틀란틱스 - 마티 디옵
- 아틀란티스 - 발렌틴 바스야노비치
- 바쿠라우 - 클레버 멘돈사 필로 외 1명
- 벌룬 - 완마 차이단
- 빈폴 - 칸테미르 발라고프
- 비니스 더 블루 서버번 스키스 - 에드워드 번즈
- 블로우 더 맨 다운 - 브리짓 팔라르디 외 1명
- 봄베이 로즈 - 기탄잘리 라오
- 치쿠아로테스 - 가엘 가르시아 베르날
- 코퍼스 크리스티 - 얀 코마사
- 독스 돈트 웨어 팬츠 - J.P. 발케파
- 플랫랜드 - 제나 카토 바스
- 할라(영어판) - 민할 베이그
- 헨리 글레시: 필드 워크 - 팻 콜린스
- 인사이트먼트 - 야론 질버만
- 인스팅트 - 핼리너 레인
- 잘리카투 - 리조 조세 펠리세리
- 너클 시티 - 자밀 X.T. 쿠베카
- 라 요로나 - 자이로 부스타만테
- 레미제라블 - 래드 리
- 메이드 인 방글라데시 - 루바이얏 호사인
- 마리아스 파라다이스 - 자이다 베르그로트
- 마리암 - 샤리파 우라즈바예바
- 노바디 - 카를 마르코비치
- 아워 레이디 오브 더 나일 - 아틱 라히미
- 붉은 대지 - 케렌 예다야
- 레진 - 다니엘 보르그만
- 나의 아들에게 - 왕 샤오슈아이
- 스파이더 - 안드레스 우드
- 시너님즈 - 나다브 라피드
- 사우스 터미널 - 라바 아뫼르-자이메쉬
- 더 베어풋 엠퍼러 - 제시카 우드워스 외 1명
- 더 클라임 - 마이클 코비노
- 더 카운티 - 그리머 해커나르손
- 더 파더 - 크리스티나 그로제바
- 더 인비저블 라이프 오브 에우리디케 구스마오 - 카림 아이누즈
- 더 롱 워크 - 마티에 도
- 더 퍼펙트 캔디데이트 - 하이파 알 만수르
- 더 와일드 구스 레이크 - 디아오 이난
- 쓰리 썸머스 - 산드라 코구트
- 버딕트 - 레이먼드 쿠티에레즈
- 유 윌 다이 앳 트웬티 - 아므자드 아부 알라라

### 디스커버리 부문
- 1982 - 오우리드 모우아네스
- 어 범프 어롱 더 웨이 - 셸리 러브
- 아프리카 - 오렌 거너
- 아고스토 - 아르만도 카포 라모스
- 블랙 컨플럭스 - 니콜 도시
- 나를 찾아줘 - 김승우
- 캄 위드 호시즈 - 닉 로우랜드
- 설티파이드 메일 - 히샴 사크르
- 코밋츠 - 타코 샤브굴리즈
- 디스코 - 조런 마이클버스트 시베르센
- 이지 랜드 - 소냐 지브코비치
- 엔트와인드 - 미노스 니콜라카키스
- 하트 앤 본즈 - 벤 로렌스
- 호프 - 마리아 소달
- 쿠에시판 - 미리암 버류울트
- 리나 프롬 리마 - 마리아 파즈 곤잘레스
- 러브 미 텐더 - 클라우디아 레이닉
- 속삭임 - 헤더 영
- 마이 라이프 애즈 어 코메디언 - 로자 세커소츠
- 노라스 드림 - 힌데 부제마
- 폼페이 - 존 샨크 외 1명
- 래프 - 해리 셉카
- 씨 피버 - 니사 하디만
- 심플 위민 - 마리아 치아라 맬터
- 솔 - 카를로 시로니
- 선-마더 - 마흐나즈 모하마디
- 스토리즈 프롬 더 체스넛 우즈 - 그레거 보직
- 스위트네스 인 더 벨리 - 제레자네이 버헤인 머하리
- 더 나이트 불레틴 - 오춘 베흐럼
- 오디션(영어판) - 이나 베이세
- 더 자이언트 - 데이빗 래보이
- 더 굿 인텐션스 - 아나 가르시아 블라야
- 더 로스트 오코로시 - 아바 마카마
- 디 오비추어리 오브 툰데 존슨 - 엘리 르로이
- 더 레스트 오브 어스 - 애슐링 친이
- 투 오브 어스 - 필리포 메네게티
- 자나 - 안토네타 카스트라티

### 갈라스 부문
- 어 뷰티풀 데이 인 더 네이버후드 - 마리엘 헬러
- 스노우몬스터 - 질 컬튼
- 아메리칸 우먼 - 세미 첼라스
- 블랙버드 - 로저 미첼
- 클레멘시 - 치노늬 추크우
- 포드 V 페라리 - 제임스 맨골드
- 해리엇 - 카시 레몬즈
- 허니 보이 - 엘머 하렐
- 허슬러스 - 로렌 스카파리아
- 조커 - 토드 필립스
- 저스트 머시 - 데스틴 크리튼
- 원스 워 브라더스: 로비 로버트슨 앤 더 밴드 - 다니엘 로허
- 레이디오액티브 - 마르잔 사트라피
- 더 에어로넛츠 - 톰 하퍼
- 더 번트 오렌지 헤러시 - 쥬세페 카포톤디
- 더 골드핀치 - 존 크로울리
- 더 스카이 이즈 핑크 - 소날리 보세
- 더 송 오브 네임즈 - 프랑소와 지라르
- 더 트루 히스토리 오브 더 켈리 갱 - 저스틴 커젤
- 웨스턴 스타스 - 톰 짐니 외 1명

### 마스터스 부문
- 어 히든 라이프 - 테렌스 맬릭
- 어바웃 엔들리스니스 - 로이 앤더슨
- 데빌 비트윈 더 레그스 - 아르투로 립스테인
- 아이 워즈 앳 홈, 벗 - 앙겔라 샤넬렉
- 잇 머스트 비 헤븐 - 엘리아 술레이만
- 조단 리버 앤더슨, 더 메신저 - 앨라니스 오봄사윈
- 쏘리 위 미스드 유 - 켄 로치
- 더 트레이터 - 마르코 벨로치오
- 더 휘슬러스 - 코르넬리우 포룸보이우
- 투 디 엔즈 오브 더 어스 - 구로사와 기요시
- 좀비 차일드 - 베르트랑 보넬로

### 미드나잇 매드니스 부문
- 블러드 퀀텀 - 제프 바너비
- 컬러 아웃 오브 스페이스 - 리처드 스탠리
- 크레이지 월드 - 나브와나 I.G.G
- 퍼스트 러브 - 미이케 다카시
- 군달라 - 조코 안와르
- 세인트 모드 - 로즈 글래스
- 더 플랫폼 - 가더 가츠테루-우루샤
- 더 트웬티 센츄리 - 매튜 랜킨
- 더 배스트 오브 나이트 - 앤드류 패터슨
- 더 비질 - 키이스 토마스

### 단편 부문
- 어 풀 갓 - 히워트 아드마수
- 올 캣츠 아 그레이 인 더 다크 - 라세 린더
- 올 인클루시브 - 티무 니키
- 앤드 덴 더 베어 - 아그네스 패트런
- 애니 - 조세핀 스튜어트-테 휘우
- 안나 - 데켈 베렌슨
- 아 유 헝그리? - 티무 니우카넨
- 오스트랄 피버 - 토마스 우드로페
- 바라캇 - 마농 남무르
- 베어 트리스 인 더 미스트 - 라잔 카셋
- 버터플라이스 - 요나 로젠키엘
- 다디오 - 케이시 윌슨
- 달링 - 사임 사디크
- 도터 - 다리아 카쉬치바
- 델핀 - 클로에 로비샤드
- 이그잼 - 소니아 K. 허대드
- 플레쉬 - 카밀라 카터
- 플루드 - 조셉 아멘타
- 갓즈 나이트메어스 - 다니엘 콕번
- 헬로 아마 - 시유 탄
- 하이웨이 투 해븐 - 산드라 이그나그니
- 핫 플래시 - 시어 홀라츠
- 휴먼 네이처 - 스베레 프레드릭센
- 아이 엠 인 더 월드 애즈 프리 앤드 슬렌더 애즈 어 디어 온 어 플레인 - 소피아 밴자프
- 아윌 엔드 업 인 제일 - 알렉산더 도스터
- 잇츠 낫띵 - 안나 맥과이어
- 자빅 - 에밀리 매너링
- 라이프 서포트 - 레누카 제야팔란
- 로컬스 온리 - 브렌트 해리스
- 루시아 엔 엘 림보 - 발렌티나 마우렐
- 메저 - 카렌 채프먼
- 니믹 - 요르고스 란티모스
- 식탁에선 울지 않기 - 캐롤 응우옌
- 나우 이즈 더 타임 - 크리스토퍼 옥터
- 오라클 - 아론 풀
- 플리즈 스피크 컨티뉴즐리 앤드 디스크라이브 유어 익스페리언시즈 애즈 데이 컴 투 유 - 브랜든 크로넨버그
- 레블 - 피어 필리프 체비니
- 레미니센스 오브 더 그린 레볼루션 - D.C. 마르셜
- 루트-3 - 타나시스 네오포티스토스
- 사들라 - 자모 므콰나지
- 쉬 런스 - 치우 양
- 썸띵 투 리멤버 - 니키 린드로트 본 바르
- 더 뎁스 - 아리안 루이스-시즈 플루프
- 더 냅 - 페데리코 루이스 타첼라
- 더 피직스 오브 소로우 - 테오도르 위셰브
- 더 래프트 - 실방 크루지아
- 더 트랩 - 나다 리야드
- 설스티 - 니콜 델라니
- 디스 잉크 런스 딥 - 아시아 영맨
- 투마스 비니스 더 밸리 오브 더 와일드 울브스 - 친티스 룬드그렌
- 볼케이노 - 카렌 무어
- 워터멜론 쥬스 - 아이린 모레이
- 후 토크 - 엘린 오버가드
- 와이 슬러그스 해브 노 레그스 - 에이라인 호칠
- 얀데레 - 윌리암 라보어리

### 특별한 발표 부문
- 어 에르다드 - 티아구 게데스
- 아메리칸 선 - 케니 리온
- 배드 에듀케이션 - 코리 핀리
- 클리프턴 힐 - 알버트 신
- 커밍 홈 어게인 - 웨인 왕
- 디어스킨 - 미스터 와조
- 더티 뮤직 - 그레고 조단
- 돌마이트 이즈 마이 네임 - 크레이그 브로워
- 에마 - 파블로 라라인
- 엔딩스, 비기닝스 - 드레이크 도리머스
- 프랭키 - 아이라 잭스
- 그리드 - 마이클 윈터바텀
- 게스트 오브 아너 - 아톰 에고이안
- 건스 아킴보 - 제이슨 레이 하우덴
- 히어로익 루저스 - 세바스찬 보렌스즈테인
- 호프 갭 - 윌리엄 니콜슨
- 하우 투 빌드 어 걸 - 코키 지드로익
- 휴먼 캐피탈 - 마크 메이어스
- 아이 엠 우먼 - 문은주
- 조조 래빗 - 타이카 와이티티
- 주디 - 루퍼트 굴드
- 정글랜드 - 맥스 윙클러
- 나이브스 아웃 - 라이언 존슨
- 라 벨 에포크 - 니콜라스 베도스
- 루시 인 더 스카이 - 노아 홀리
- 라이어버드 - 댄 프리드킨
- 결혼 이야기 - 노아 바움백
- 밀리터리 와이브스 - 피터 카타네오
- 모술 - 매튜 마이클 카나한
- 머더리스 브루클린 - 에드워드 노튼
- 넘버 세븐 체리 레인 - 양범
- 오디너리 러브 - 리사 바로스 드사 외 1명
- 페인 앤 글로리 - 페드로 알모도바르
- 기생충 - 봉준호
- 펠리칸 블러드 - 카트린 게베
- 포트레이트 오브 어 레이디 온 파이어 - 셀린 시아마
- 싱크로닉 - 아론 무어헤드 외 1명
- 새터데이 픽션 - 로예
- 세버그 - 베네딕트 앤드류스
- 시빌 - 저스틴 트리엣
- 디 엘더 원 - 지투 모한다스
- 더 프렌드 - 가브리엘라 코우퍼스웨이트
- 더 런드로맷 - 스티븐 소더버그
- 더 라이트하우스 - 로버트 에거스
- 디 아더 램 - 마우고시카 슈모프스카
- 더 페인티드 버드 - 바츨라프 마르호울
- 더 퍼스널 히스토리 오브 데이빗 코퍼필드 - 아만도 이아누치
- 더 리포트 - 스콧 Z. 번스
- 진실 - 고레에다 히로카즈
- 두 교황 - 페르난도 메이렐레스
- 언컷 젬스 - 베니 사프디 외 1명
- 와스프 네트워크 - 올리비에 아사야스
- 웨이브스 - 트레이 에드워드 슐츠
- 날씨의 아이 - 신카이 마코토
- 와일 앳 워 - 알레한드로 아메나바르

### 플랫폼 부문
- 앤 앳 13,000 피트 - 카직 라드완스키
- 마틴 에덴 - 피에트로 마르첼로
- 마이 조이 - 줄리 델피
- 프록시마 - 앨리스 위노코
- 락 - 사라 가브론
- 사운드 오브 메탈 - 다리어스 마더
- 더 머니체인저 - 페데리코 베이로
- 더 슬립워커스 - 파울라 헤르난데스
- 웻 시즌 - 안소니 첸
- 워크포스 - 데이빗 조나나

### 파장 부문
- (투어리즘 스터디스) - 조슈아 젠 솔론즈
- 143 사하라 스트리트 - 하센 페르하니
- 2008 - 블레이크 윌리엄스
- 2분 40초 - 한옥희
- 어 토포그래피 오브 메모리 - 버락 세빅
- 어뮤즈먼트 라이드 - 니시카와 토모나리
- 오스트리안 파빌리온 - 필립 프레쉬만
- 빌리 - 재커리 엡카
- 블랙 선 - 모린 파젠데이로
- 북 오브 아워스 - 애니 맥도넬
- 키르쿰플렉토르 - 가스통 솔니츠키
- 세잔 - 루크 포울러
- 엔들리스 나이트 - 엘로이 엔시소
- 파이어 윌 컴 - 올리버 라세
- 헤비 메탈 디톡스 - 요제프 다베르니그
- 시간 속의 공간 - 토마스 하이제
- 흐르보지, 룩 앳 유 프롬 더 타워 - 라이언 퍼코
- 크라비, 2562 - 아노차 수위차콘퐁 외 1명
- 리베르테 - 알베르트 세라
- 마이 스킨, 루미노스 - 가비노 로드리게즈 외 1명
- 리멤브런스: 어 포트레이트 스터디 - 에드워드 오웬스
- 사프05 - 샤를로트 프로저
- 세컨드 제너레이션 - 마리암 찰스
- 세븐 이어스 인 메이 - 알폰소 우쇼아
- 슬로우 볼륨 - 마이크 지비세리
- 스테이트 퓨너럴 - 세르히 로즈니차
- 선 레이브 - 로이 사마하
- 더 바이트 - 페드로 네베스 마르케스
- 더 피버 - 마야 다 린
- 디스 액션 라이즈 - 제임스 N. 키에니츠 윌킨스
- 도즈 댓, 앳 어 디스턴스, 리젬블 어나더 - 제시카 사라 린랜드
- 트랜스크립트 - 에리카 쉬우
- 언 필름 드라마틱 - 에리크 보들레르
- 베베르(바바라를 위해) - 데보라 스트라트맨
- 비탈리나 바렐라 - 페드로 코스타
- 우리는 여전히 눈을 감아야만 한다 - 존 토레스

### 프라임타임 부문
- 블랙 비치 - 미란다 디어 외 2명
- 브라이어패치 - 앤디 그린왈드
- Limetown - 레베카 토머스
- Mrs. Fletcher - 톰 페로타
- 새비지 - 레베카 즐로토브스키 외 1명
- The Sleepers - Ivan Zacharias 외 1명

### Next Wave 부문
- 37세컨즈 - 미야자키 미쓰요
- 애틀란틱스 - 마티 디옵
- 아고스토 - 아르만도 카포 라모스
- 플랫랜드 - 제나 카토 바스
- 할라(영어판) - 민할 베이그
- 하우 투 빌드 어 걸 - 코키 지드로익
- 락 - 사라 가브론
- 디 오비추어리 오브 툰데 존슨 - 엘리 르로이
- 웨이브스 - 트레이 에드워드 슐츠
- 화이트 라이 - 캘빈 토머스 외 1명

### 컨템포러리 월드 스피커스
- 아담 - 마리암 투자니
- 콜렉티브 - 알레그잔데르 나나우
- 코밋츠 - 타코 샤브굴리즈
- 인사이트먼트 - 야론 질버만
- 러브 차일드 - 에바 물바드
- 메이드 인 방글라데시 - 루바이얏 호사인

### 스페셜 이벤트
- 데이비드 포스터: 오프 더 레코드 - 배리 에이브리치
- III - 케빈 필립스
- 원 데이 인 더 라이프 오브 노아 피가턱 - 자카리아스 쿠눅
- 생츄어리 - 알바로 로고리아
- 아녜스가 말하는 바르다 - 아녜스 바르다

### 페스티벌 스트리트
- 언 애듀케이션 - 론 쉐르픽
- 신부와 편견 - 거린다 차다
- 마이키 이야기 - 에이미 헥커링
- 위핏 - 드류 베리모어

### TIFF CINEMATHEQUE 부분
- 백색의 계절 - 유잔 팔시
- 호주머니 속의 손 - 마르코 벨로치오
- 노 - 파블로 라라인
- 소매치기 - 로베르 브레송
- 라스트 왈츠 - 마틴 스코세이지
- 쉴라호의 수수께끼 - 허버트 로스

### TIFF DOCS 부분
- 앤드 위 고 그린 - 피셔 스티븐스 외 1명
- 비크람: 요기, 구루, 프레데터 - 에바 오너
- 시티즌 K - 알렉스 기브니
- 시티 드림 - 첸 웨이준
- 콜렉티브 - 알레그잔데르 나나우
- 카퍼스 - 앨런 츠바이크
- 커닝햄 - 알라 코브간
- 대드 - 브라이스 달라스 하워드
- 데저트 원 - 바바라 코플
- 아이 엠 낫 얼론 - 가린 호반니시안
- 이브라힘: 어 페이트 투 디파인 - 리나 알 아베드
- 레터 투 더 에디터 - 앨런 벌리너
- 러브 차일드 - 에바 물바드
- 마이 잉글리쉬 커즌 - 카림 사야드
- 파리 스탈린그라드 - 힌드 메뎁
- 레디 포 워 - 앤드류 렌지
- 레드 펭귄스 - 가베 폴스키
- 씽 미 어 송 - 토마 발메스
- 디 오스트레일리언 드림 - 대니얼 고든
- 더 카포티 테이프 - 엡스 버너프
- 더 케이브 - 페라스 파이야드
- 더 코르디예라 오브 드림스 - 파트리시오 구스만
- 더 킹메이커 - 로린 그린필드
- 데얼스 썸띵 인 더 워터 - 이안 다니엘 외 1명
- 디스 이즈 낫 어 무비 - 창 융